# Andrea Temesvári
Andrea Temesvári (Budapeste, 26 de Abril de 1966) é uma ex-tenista profissional hungara.

## Grand Slam finais

### Duplas: 1 (1 título, 0 vice)
| Posição | Ano  | Campeonato    | Piso   | Parceira            | Oponentes                     | Placar   |
| ------- | ---- | ------------- | ------ | ------------------- | ----------------------------- | -------- |
| Campeã  | 1986 | Roland Garros | Saibro | Martina Navratilova | Steffi Graf Gabriela Sabatini | 6–1, 6–2 |

## WTA Finais

### Simples: 7 (5–2)
| Campeã — Legenda                   |
| ---------------------------------- |
| Grand Slam (0–0)                   |
| WTA Tour (0–0)                     |
| Tier I (0–0)                       |
| Tier II (0–0)                      |
| Tier III (0–0)                     |
| Tier IV (0–1)                      |
| Tier V (0–0)                       |
| Virginia Slims, Avon, Outros (5–1) |

| Títulos por Piso |
| ---------------- |
| Duro (1–1)       |
| Grama (0–0)      |
| Saibro (4–1)     |
| Carpete (0–0)    |

| Posição | N. | Data           | Torneio      | Piso     | Oponente          | Placar      |
| ------- | -- | -------------- | ------------ | -------- | ----------------- | ----------- |
| Campeã  | 1. | 1 Março 1982   | Hershey      | Duro (I) | Catherine Tanvier | 6–4, 6–2    |
| Vice    | 1. | 10 Maio 1982   | Lugano       | Saibro   | Chris Evert-Lloyd | 0–6, 3–6    |
| Campeã  | 2. | 2 Maio 1983    | Perugia      | Saibro   | Bonnie Gadusek    | 6–1, 6–0    |
| Campeã  | 3. | 4 Julho 1983   | Hittfeld     | Saibro   | Eva Pfaff         | 6–4, 6–2    |
| Campeã  | 4. | 1 Agosto 1983  | Indianapolis | Saibro   | Zina Garrison     | 6–2, 6–2    |
| Campeã  | 5. | 22 Julho 1985  | Indianapolis | Saibro   | Zina Garrison     | 7–6(0), 6–3 |
| Vice    | 2. | 14 August 1989 | Mahwah       | Duro     | Steffi Graf       | 5–7, 2–6    |